# روسلین دو کومپین
روسِلین دو کومپین (به فرانسوی: Roscelin de Compiègne زادهٔ ۱۰۵۰ میلادی در کومپین) فیلسوف و الهی‌دان فرانسوی است. اندیشه‌های روسلین تأثیر عمیقی بر پیر آبلار و ویلیام اکام گذاشته‌است. وی به عنوان پدیدآورندهٔ نام‌گرایی شناخته می‌شود. او در سال ۱۱۲۱ میلادی در شهر بزانسون درگذشت.